# Physa (Gattung)

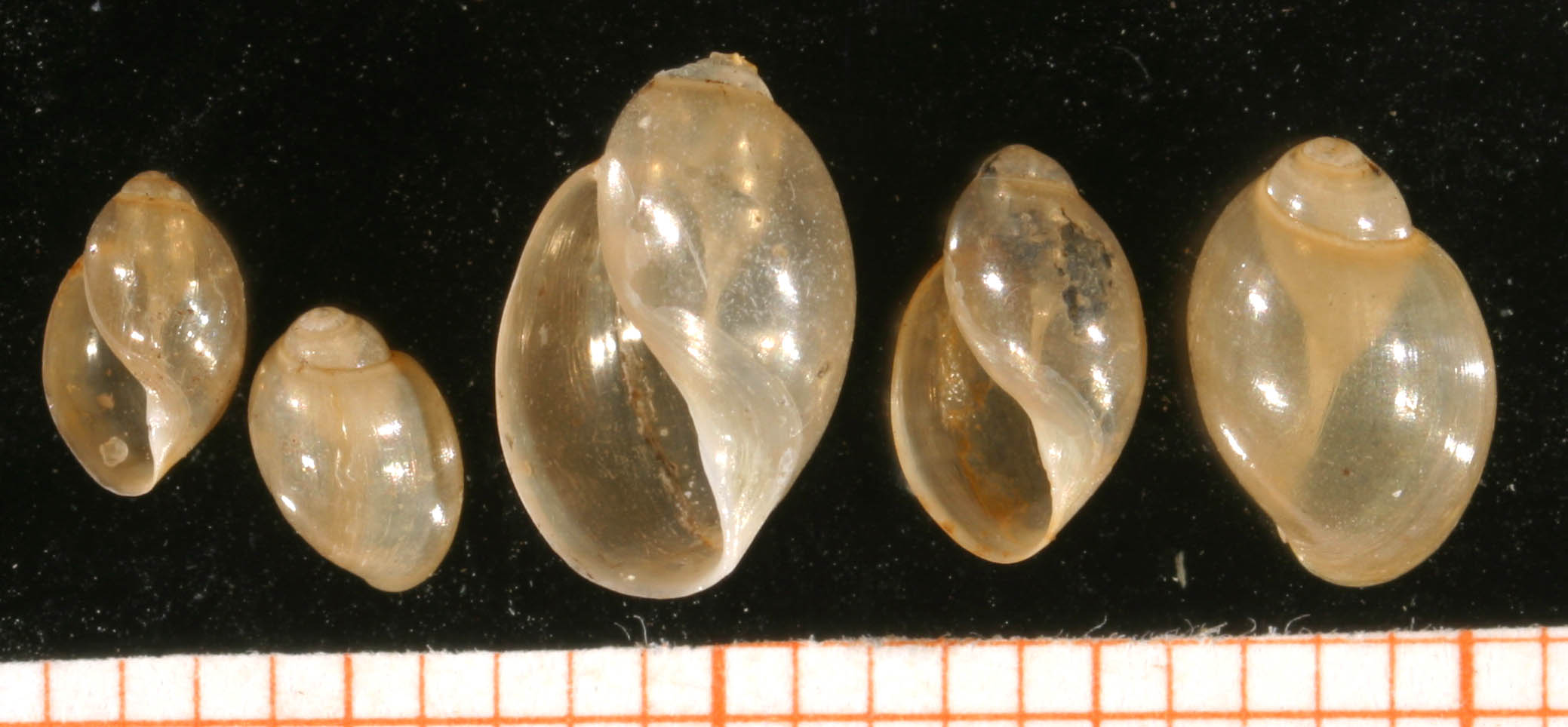
Gehäuse von Physa fontinalis

Die Gattung Physa ist die namengebende Gattung der Familie der Blasenschnecken (Physidae) (und deren Unterfamilie Physinae und Tribus Physini). Die Familie wird zur Unterordnung Wasserlungenschnecken (Basommatophora) der Lungenschnecken (Pulmonata) gestellt.

## Merkmale
Das Gehäuse ist linksgewunden, zwei längliche Mantellappen umgreifen das Gehäuse. Der Apex ist relativ stumpf.

## Systematik
Der systematische Umfang der Gattung ist umstritten; je nachdem wie weit die Gattung gefasst wird, werden einige wenige Arten oder mehrere Zehner Arten zur Gattung gestellt. Viele Arten, die unter dem Gattungsnamen Physa beschrieben worden sind, sind heute anderen Gattungen zugewiesen worden. In Mitteleuropa kommt nur eine Art vor.
- Physa Draparnaud, 1801
  - Physa fontinalis (Linnaeus, 1758), Quellblasenschnecke, Vorkommen in pflanzenreichen, klaren stehenden oder langsam fließenden Gewässern. Maximaler Salzgehalt des Wassers 0,6 %.